# Pyrausta suavidalis
Pyrausta suavidalis là một loài bướm đêm trong họ Crambidae.